# Fay (Somme)
Pour les articles homonymes, voir Fay.
Fay est une commune française située dans le département de la Somme, en région Hauts-de-France.

## Géographie

### Nature du sol et du sous-sol
Généralement argilo-siliceux, le sol est plutôt gras et riche, quelque peu caillouteux au nord et calcaire à l'ouest.

### Relief, paysage, végétation
Situé en plein plateau du Haut-Santerre, le territoire communal est encaissé au centre. Le relief de la commune est composé d'une petite vallée sèche en entonnoir.
Le sud et l'ouest du territoire sont dominés par des terrains boisés. L'altitude culmine à 76,15 m.

### Hydrographie
La commune est située dans le bassin Artois-Picardie. Elle n'est drainée par aucun cours d'eau.

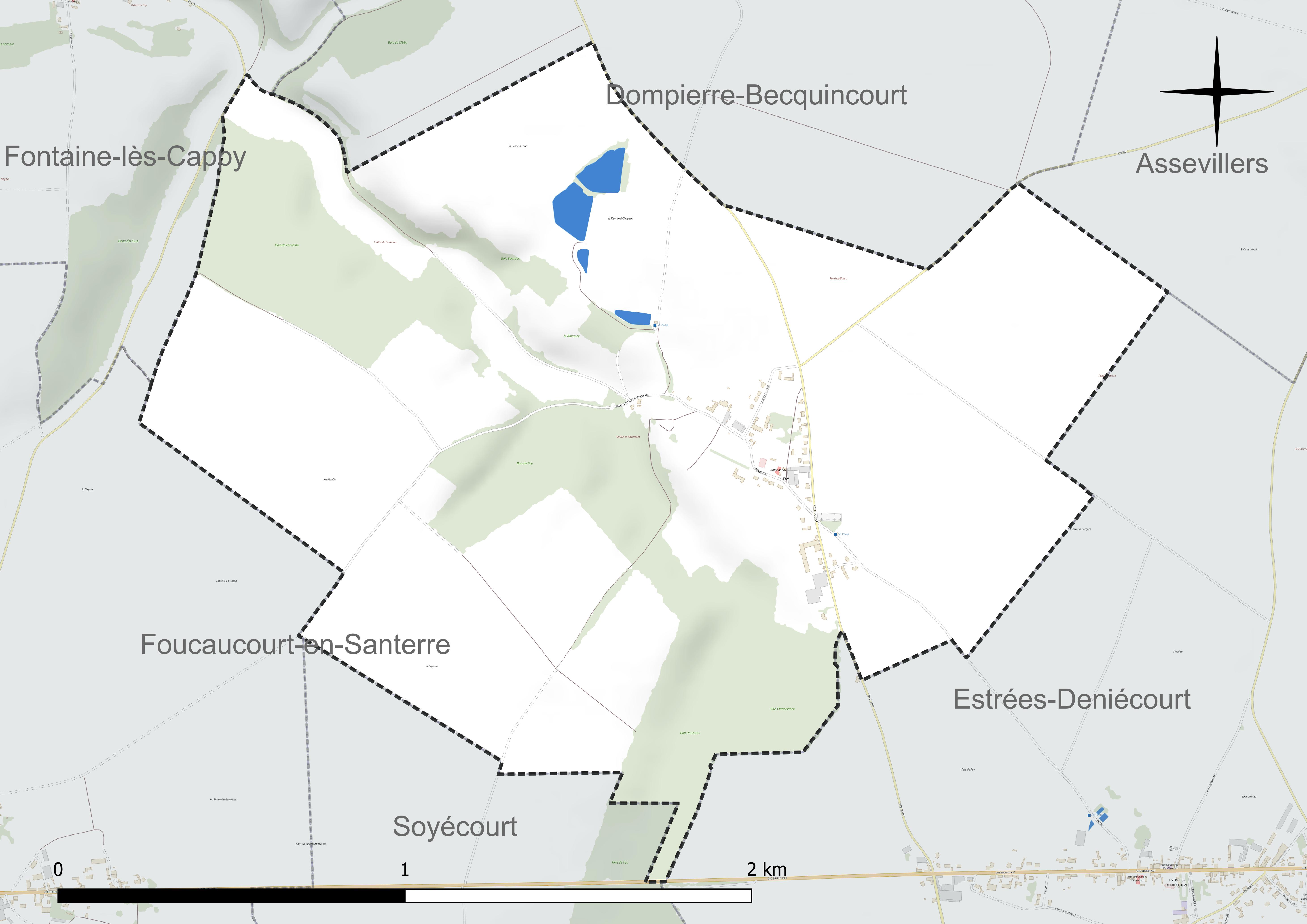
Réseau hydrographique de Fay.

### Climat
Pour des articles plus généraux, voir Climat des Hauts-de-France et Climat de la Somme.
En 2010, le climat de la commune est de type climat océanique dégradé des plaines du Centre et du Nord, selon une étude du CNRS s'appuyant sur une série de données couvrant la période 1971-2000. En 2020, Météo-France publie une typologie des climats de la France métropolitaine dans laquelle la commune est exposée à un climat océanique et est dans la région climatique Nord-est du bassin Parisien, caractérisée par un ensoleillement médiocre, une pluviométrie moyenne régulièrement répartie au cours de l'année et un hiver froid (3 °C).
Pour la période 1971-2000, la température annuelle moyenne est de 10,3 °C, avec une amplitude thermique annuelle de 14,6 °C. Le cumul annuel moyen de précipitations est de 693 mm, avec 11,2 jours de précipitations en janvier et 8,9 jours en juillet. Pour la période 1991-2020, la température moyenne annuelle observée sur la station météorologique la plus proche, située sur la commune d'Estrées-Mons à 14 km à vol d'oiseau, est de 11,0 °C et le cumul annuel moyen de précipitations est de 647,5 mm,. Pour l'avenir, les paramètres climatiques de la commune estimés pour 2050 selon différents scénarios d'émission de gaz à effet de serre sont consultables sur un site dédié publié par Météo-France en novembre 2022.

## Urbanisme

### Typologie
Au 1er janvier 2024, Fay est catégorisée commune rurale à habitat très dispersé, selon la nouvelle grille communale de densité à sept niveaux définie par l'Insee en 2022.
Elle est située hors unité urbaine et hors attraction des villes,.

### Occupation des sols
L'occupation des sols de la commune, telle qu'elle ressort de la base de données européenne d'occupation biophysique des sols Corine Land Cover (CLC), est marquée par l'importance des territoires agricoles (81,3 % en 2018), une proportion identique à celle de 1990 (81,3 %). La répartition détaillée en 2018 est la suivante : 
terres arables (81,3 %), forêts (18,7 %). L'évolution de l'occupation des sols de la commune et de ses infrastructures peut être observée sur les différentes représentations cartographiques du territoire : la carte de Cassini (XVIIIe siècle), la carte d'état-major (1820-1866) et les cartes ou photos aériennes de l'IGN pour la période actuelle (1950 à aujourd'hui).

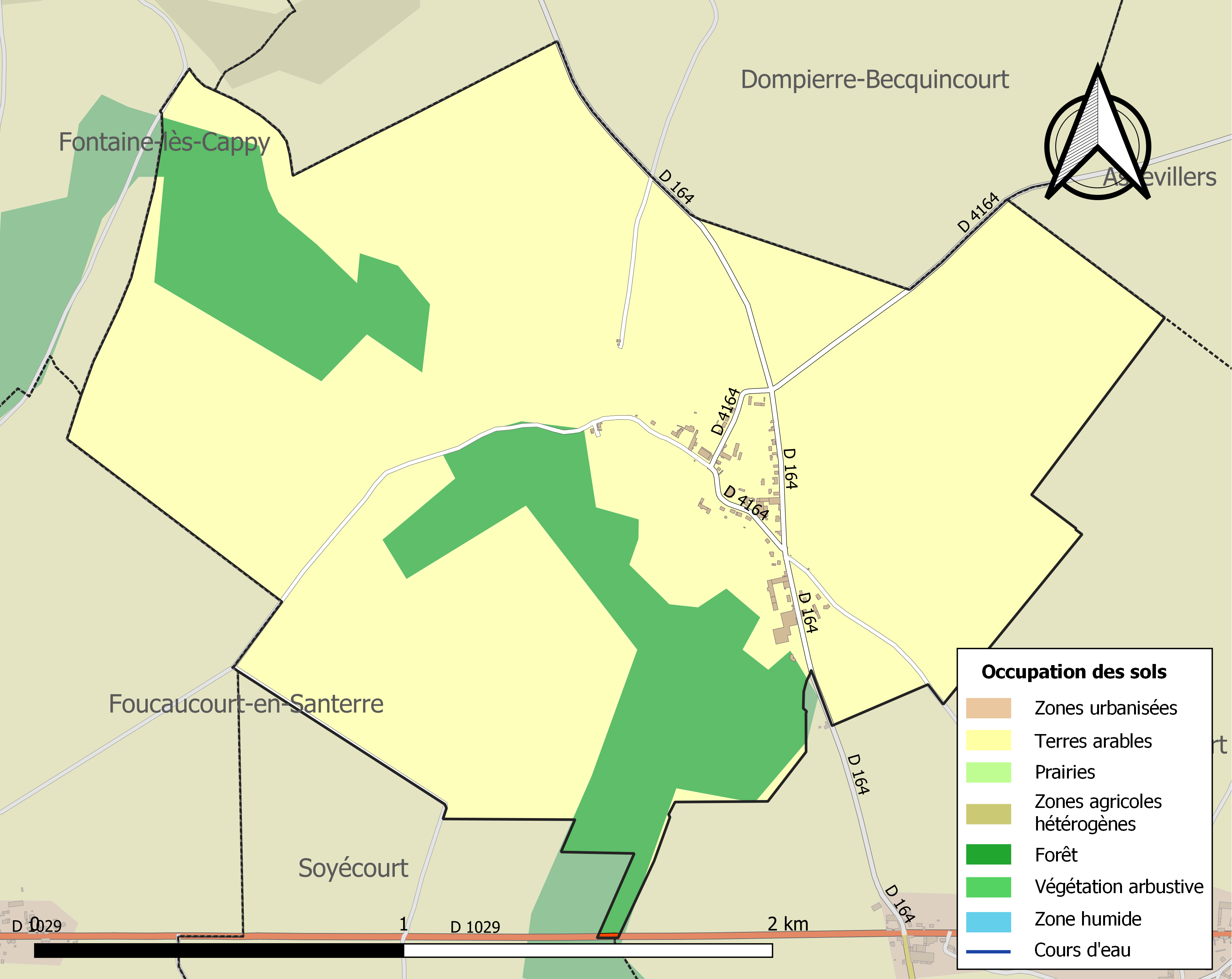
Carte des infrastructures et de l'occupation des sols de la commune en 2018 (CLC).

### Habitat
Le village de Fay présente un habitat groupé.
Totalement détruit pendant la Première Guerre mondiale, le village n'a pas été reconstruit à son emplacement initial mais à quelques centaines de mètres sur le plateau en direction d'Estrées-Deniécourt.

### Voies de communication et transports
Ce village picard du Santerre est desservi par l'ancienne route nationale 29 (actuelle RD 1029). Il est situé à proximité du croisement des autoroutes A1 et A29 et de la gare TGV Haute-Picardie.
En 2019, la localité est desservie par les autocars du réseau inter-urbain Trans'80, Hauts-de-France (ligne no 59, Harbonnières - Péronne).

## Toponymie
L'existence certaine d'un lieu nommé Fay remonte au Moyen Âge. La plus ancienne mention de l'existence de Fay dans un document date de 1145, sous la forme Fayetum, ou de 1157.
Il s'agit du type toponymique gallo-roman fag-etum ( comprendre FAGETU), composé des éléments FAGU (du latin fagus) « hêtre » suivi du suffixe -ETU (-etum) servant à désigner un ensemble d'arbres, arbustes, végétaux appartenant à la même espèce et dont la forme féminine -ETA a donné -aie (cf. hêtraie).
Homonymie avec de nombreux autres Fay, par exemple : Fay (Orne, de Fageto 1062-1063) ; Fay-aux-Loges (Loiret, Fagetum 1135), etc.

## Histoire

### Époque contemporaine
Durand la Guerre franco-allemande de 1870 le village fut détruit par l'armée prussienne et fut reconstruit.

#### Première Guerre mondiale
Durant la Première Guerre mondiale, la commune de Fay était située sur la ligne de front de 1914 à 1916.
- Le 29 août 1914, les Allemands arrivèrent à Fay.
- 30 novembre 1914, échec de l'attaque française sur Fay par le 205e régiment d'infanterie. Le bilan fut désastreux: 115 tués, 140 blessés.
- 10 décembre 1914, nouvel échec français lors de l'attaque du 99e R.I.
- D'avril 1915 à janvier 1916, les attaques par fourneaux de mines dévastèrent les alentours de Fay mais elles ne modifièrent pas la ligne de front.
- Le 1er juillet 1916, premier jour le la bataille de la Somme, les hommes du 265e R. I. s'emparèrent du village en ruines[18],[19].
- Fin mars 1918, les Allemands réoccupèrent Fay au cours de la bataille du Kaiser.
- Fin août 1918, le village fut libéré par les troupes australiennes incorporées à la IVe Armée britannique commandée par le général Rawlinson au cours de l'offensive des Cent-Jours[20].

Le village est totalement détruit à la fin de la guerre, et a  été décoré de la Croix de guerre 1914-1918, le 27 octobre 1920.

#### Entre-deux-guerres
Situé dans la zone rouge, le village de Fay ne devait pas, au départ, être reconstruit.
Le retour de la population en 1919, amena le conseil municipal à décider la reconstruction du village non pas sur son emplacement originel, à flanc de coteau, mais sur le plateau. La reconstruction ne débuta qu'à partir de 1922-1923.

#### Seconde Guerre mondiale
Au début de la Seconde Guerre mondiale, en mai-juin 1940, durant la bataille de France, le 41e régiment d'infanterie du colonel Loichot en position dans le Santerre résista aux attaques de l'ennemi jusqu'au 7 juin. Le village de Fay, coupé du reste du régiment, ne reçut pas l'ordre de repli sur l'Avre et à bout de vivres, de munitions et de médicaments, la 10e compagnie du capitaine Le Moal se rendit aux Allemands et fut faite prisonnière. Le village de Fay était une nouvelle fois détruit.

## Politique et administration

### Rattachements administratifs et électoraux
La commune se trouve dans l'arrondissement de Péronne du département de la Somme. Pour l'élection des députés, elle fait partie depuis 1958 de la cinquième circonscription de la Somme.
Elle faisait partie depuis 1801 du canton de Chaulnes. Dans le cadre du redécoupage cantonal de 2014 en France, la commune est intégrée au canton de Ham.

### Intercommunalité
La commune était adhérente de la communauté de communes de Haute-Picardie créée en 1994 sous le nom de communauté de communes de Chaulnes et environs, et qui a pris sa dénomination de communauté de communes de Haute-Picardie en 1999.
Dans le cadre des dispositions de la loi portant nouvelle organisation territoriale de la République du 7 août 2015, qui prévoit que les établissements publics de coopération intercommunale (EPCI) à fiscalité propre doivent avoir un minimum de 15 000 habitants, la préfète de la Somme propose en octobre 2015 un projet de nouveau schéma départemental de coopération intercommunale (SDCI) qui prévoit la réduction de 28 à 16 du nombre des intercommunalités à fiscalité propre du département.
Le projet préfectoral prévoit la « fusion des communautés de communes de Haute Picardie et du Santerre », le nouvel ensemble de 17 954 habitants regroupant 46 communes,,. À la suite de l'avis favorable de la commission départementale de coopération intercommunale en janvier 2016, la préfecture sollicite l'avis formel des conseils municipaux et communautaires concernés en vue de la mise en œuvre de la fusion le 1er janvier 2017.
Cette procédure aboutit à la création au 1er janvier 2017 de la communauté de communes Terre de Picardie, dont la commune est désormais membre.

### Liste des maires
| Période                                  | Période                       | Identité    | Étiquette | Qualité                                                                             |
| ---------------------------------------- | ----------------------------- | ----------- | --------- | ----------------------------------------------------------------------------------- |
| en cours en 1899                         |                               | Dhilly      |           |                                                                                     |
| Les données manquantes sont à compléter. |                               |             |           |                                                                                     |
| mars 2001                                | En cours (au 10 juillet 2020) | Bruno Étévé | UMP       | Vice-président de la CC Terre de Picardie (2017 → ) Réélu pour le mandat 2020-2026, |

## Démographie
L'évolution du nombre d'habitants est connue à travers les recensements de la population effectués dans la commune depuis 1793. Pour les communes de moins de 10 000 habitants, une enquête de recensement portant sur toute la population est réalisée tous les cinq ans, les populations de référence des années intermédiaires étant quant à elles estimées par interpolation ou extrapolation. Pour la commune, le premier recensement exhaustif entrant dans le cadre du nouveau dispositif a été réalisé en 2007.

En 2022, la commune comptait 93 habitants, en évolution de −11,43 % par rapport à 2016 (Somme : −1,26 %, France hors Mayotte : +2,11 %).
| 1793 | 1800 | 1806 | 1821 | 1831 | 1836 | 1841 | 1846 | 1851 |
| ---- | ---- | ---- | ---- | ---- | ---- | ---- | ---- | ---- |
| 202  | 156  | 221  | 251  | 260  | 249  | 260  | 265  | 253  |

| 1856 | 1861 | 1866 | 1872 | 1876 | 1881 | 1886 | 1891 | 1896 |
| ---- | ---- | ---- | ---- | ---- | ---- | ---- | ---- | ---- |
| 246  | 232  | 213  | 205  | 203  | 186  | 190  | 187  | 171  |

| 1901 | 1906 | 1911 | 1921 | 1926 | 1931 | 1936 | 1946 | 1954 |
| ---- | ---- | ---- | ---- | ---- | ---- | ---- | ---- | ---- |
| 149  | 154  | 157  | 53   | 88   | 85   | 80   | 76   | 81   |

| 1962 | 1968 | 1975 | 1982 | 1990 | 1999 | 2006 | 2007 | 2012 |
| ---- | ---- | ---- | ---- | ---- | ---- | ---- | ---- | ---- |
| 84   | 75   | 64   | 70   | 74   | 71   | 103  | 107  | 111  |

| 2017 | 2022 | - | - | - | - | - | - | - |
| ---- | ---- | - | - | - | - | - | - | - |
| 103  | 93   | - | - | - | - | - | - | - |

## Économie
L'activité dominante de la commune est l'agriculture.

## Culture locale et patrimoine

### Lieux et monuments
- L'église Saint-Martin 
  - L'église renfermait, en 1899, une pierre tombale sculptée d'un chevalier. Les inscriptions étaient peu lisibles[36]. L'édifice, détruit pendant la Première Guerre mondiale[37] fut totalement reconstruit à un autre emplacement dans les années 1920. Deux plaques commémoratives y sont érigées :

- l'une en hommage au capitaine Paul Fontan, blessé grièvement le 18 décembre 1914 à Fay et décédé à Villers-Bretonneux ;
- l'autre en hommage à Ernest Champien, vicaire de Lisieux, tué le 4 juillet 1916 à l'âge de 22 ans.

- La mairie

Une plaque commémorative dans la mairie en mémoire des six hommes de Fay « morts pour la France ».
- Ruines de l'ancien village de Fay : vestiges de l'ancienne église et de quelques maisons.

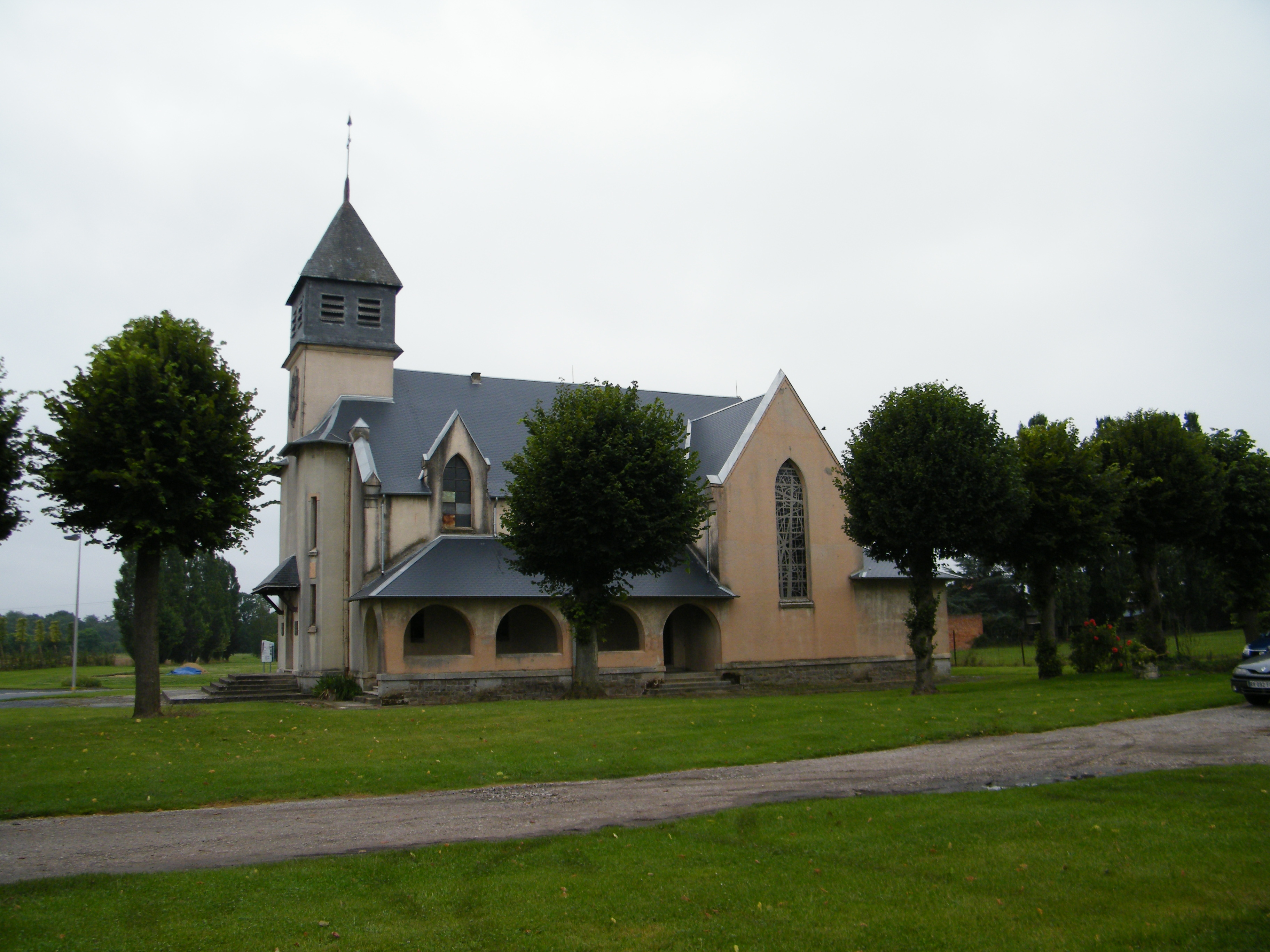
Église Saint-Martin.
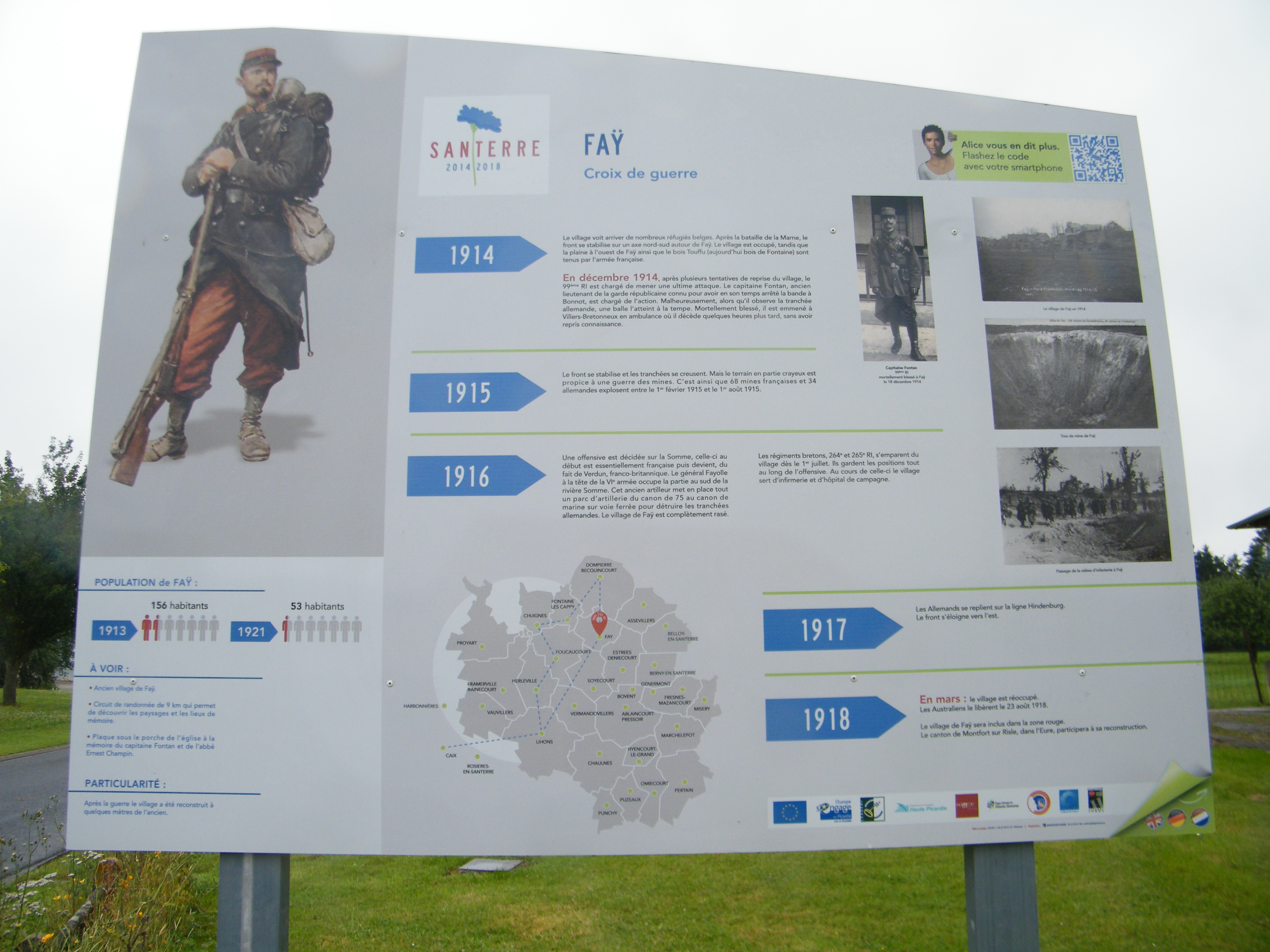
Histoire locale.

### Personnalités liées à la commune
Liste de seigneurs de Fay : 
- En 1215, Raols de Fay devait rendre hommage à Jean Ier de Nesle.
- En 1278, Jean de Fay participa au tournoi du Hem[38].
- En 1327, le seigneur du lieu se nommait Pierre de Fay, il était grand panetier de France.
- Enguerrand de Fay fut chambellan du roi Charles VI (1380-1422).
- En 1402, Jean de Fay, frère d'Enguerrand épousa Jeanne d'Athies, seule héritière de la Maison d'Athies (nièce de Gérard d'Athies, archevêque de Besançon, et fille de Mathieu, sgr d'Athies). Ils furent inhumés dans l'église de Fay.
- En 1415, Thibaut de Fay, chevalier, mourut à la bataille d'Azincourt.
- En 1437 Gilles de Fay, qui s'était distingué au siège du Crotoy, fut armé chevalier.
- En 1440, Jean de Fay, chevalier de Rhodes, était au service du roi de France.
- En 1528, Charles d'Athies de Fay, chevalier.
- En 1558, Antoine de Fay épousa Jeanne de Mailly.
- Au XVIIe siècle, Le comte de La Marck était seigneur de Fay.
- Au XVIIIe siècle, on trouve encore François de Fay, chevalier de Saint-Louis, lieutenant du roi, commandant à Amiens.
- En 1734, Angélique de Fay, fille de François de Fay, épousa Michel de Broye, chevalier et seigneur de Bernes.

En 1789, sur la liste de la noblesse du gouvernement de Péronne, on trouve encore un membre de la famille de Fay.

## Pour approfondir